# محمد الغزالي
محمد الغزالي السقا (1335- 1416 هـ / 1917- 1996 م) داعية ومفكر إسلامي مصري، يُعَد أحدَ كبار الدعاة ورجالات الفكر الإسلامي في العصر الحديث. عُرف عنه تجديدُه في الفكر الإسلامي، ومناهضته للتشدُّد والغلوِّ في الدين، واشتَهَر بأسلوبه الأدبي في الكتابة، ولقِّب بأديب الدعوة. سبَّبت انتقاداتُ الغزالي للأنظمة الحاكمة في العالم الإسلامي العديد من المشاكل له، سواء في أثناء إقامته بمصر أو في السعودية.

## نشأته
وُلِدَ محمد الغزالي السقا في قرية نكلا العنب، إيتاي البارود، بمحافظة البحيرة في مصر، يوم السبت 5 ذي الحجة 1335هـ الموافق 22 سبتمبر 1917م.
نشأ في أسرة متدينة، وله خمسة إخوة، فأتم حفظ القرآن بكتّاب القرية في العاشرة، ويقول الإمام محمد الغزالي عن نفسه وقتئذ: «كنت أتدرب على إجادة الحفظ بالتلاوة في غدوي ورواحي، وأختم القرآن في تتابع صلواتي، وقبل نومي، وفي وحدتي، وأذكر أنني ختمته أثناء اعتقالي، فقد كان القرآن مؤنسا في تلك الوحدة الموحشة».
والتحق بعد ذلك بمعهد الإسكندرية الديني الإبتدائي وظل بالمعهد حتى حصل منه على شهادة الكفاءة ثم الشهادة الثانوية الأزهرية، ثم انتقل بعد ذلك إلى القاهرة سنة (1356 هـ الموافق 1937م) والتحق بكلية أصول الدين بالأزهر، وبدأت كتاباته في مجلة (الإخوان المسلمين) أثناء دراسته بالسنة الثالثة في الكلية، بعد تعرفه على الإمام حسن البنا مؤسس الجماعة، وظل الإمام يشجعه على الكتابة حتى تخرّج بعد أربع سنوات في سنة (1360 هـ / 1941) وتخصص بعدها في الدعوة والإرشاد حتى حصل على درجة العالمية سنة (1362 هـ / 1943م) وعمره ست وعشرون سنة، وبدأت بعدها رحلته في الدعوة من خلال مساجد القاهرة، وقد تلقى العلم عن الشيخ عبد العظيم الزرقاني، والشيخ محمود شلتوت، والشيخ محمد أبو زهرة والدكتور محمد يوسف موسى والشيخ محمد محمد المدني وغيرهم من علماء الأزهر.
سُمّيَ الشيخ "محمد الغزالي" بهذا الاسم رغبة من والده بالتيمن بالإمام الغزالي فلقد رأى في منامه الشيخ الغزالي وقال له "أنه سوف ينجب ولدًا ونصحه أن يسميه على اسمه الغزالي فما كان من الأب إلا أن عمل بما رآه في منامه.[بحاجة لمصدر]

## دراسته
حصل الغزالي على شهادة الثانوية الأزهرية عام 1937 ثم التحق بكلية أصول الدين في العام نفسه، تخرج منها سنة 1941 حيث تخصص بالدعوة والإرشاد. حصل على درجة العالمية سنة 1943.
انضم في شبابه إلى جماعة الإخوان المسلمين وتأثر بمرشدها الأول حسن البنا ولكنه تركهم، سافر إلى الجزائر سنة 1984 م للتدريس في جامعة الأمير عبد القادر للعلوم الإسلامية بقسنطينة، دَرّسَ فيها رفقة العديد من الشيوخ كالشيخ يوسف القرضاوي والشيخ البوطي حتى تسعينيات القرن العشرين. نال العديد من الجوائز والتكريم فحصل على جائزة الملك فيصل للعلوم الإسلامية عام 1409 هـ /1989 م.
اعتقل الغزالي مع من اعتقلوا بعد حلّ جماعة الإخوان المسلمين سنة 1948، وأودع في معتقل الطور.
بعد سنة 1952 نشب خلاف بين الغزالي وحسن الهضيبي، مرشد جماعة الإخوان المسلمين وقتها، خرج على إثره الغزالي من الجماعة.

## عمله
• بعد تخرّجه عمل إمامًا وخطيبًا في مسجد العتبة الخضراء ثم تدرّج في الوظائف حتى صار مفتشًا في المساجد، ثم واعظًا ب الأزهر ثم وكيلًا لقسم المساجد، ثم مديرًا للمساجد، ثم مديرًا للتدريب فمديرًا للدعوة والإرشاد.
• وفي سنة 1391هـ 1971م أُعِير للمملكة العربية السعودية أستاذًا في جامعة أم القرى بمكة المكرمة، ودرّس في كلية الشريعة بقطر.
• وفي سنة 1401هـ 1981م، عُيِّن وكيلًا لوزارة الأوقاف بمصر.
• كما تولى رئاسة المجلس العلمي لجامعة الأمير عبد القادر الجزائري الإسلامية ب الجزائر لمدة خمس سنوات وكانت آخر مناصبه.

## مواقف له

### مع حسن البنا
- يتحدث الشيخ الغزالي عن لقائه الأول بحسن البنا فيقول:

| محمد الغزالي | كان ذلك أثناء دراستي الثانوية في المعهد بالإسكندرية، وكان من عادتي لزوم «مسجد عبد الرحمن بن هرمز» حيث أقوم بمذاكرة دروسي، وذات مساء نهض شاب لا أعرفه يلقي على الناس موعظة قصيرة شرحًا للحديث الشريف: (اتق الله حيثما كنت، وأتبع السيئة الحسنة تمحها، وخالق الناس بخلق حسن) وكان حديثًا مؤثرًا يصل إلى القلب، ومنذ تلك الساعة توثقت علاقتي به، واستمر عملي في ميدان الكفاح الإسلامي مع هذا الرجل العظيم إلى أن استشهد عام 1949 م. | محمد الغزالي |

### مع ابن باز
زار الغزالي مرة ابن بازٍ لمناقشة بعض المسائل العلمية، فلما خرج سأله الصحفيون: «كيف رأيت ابن باز؟ قال: رأيت رجلًا يكلمني من الجنة!».

### شهادته في قضية فرج فودة
قبل عشرة أيام من اغتيال فرج فودة في يونيو 1992، ألقى الشيخ محمد الغزالي كلمة في ندوة بنادي هيئة التدريس بجامعة القاهرة يتحدث فيها عنه وعن الدكتور فؤاد زكريا. قال الغزالي: "إنهم يرددون أقوال أعداء الإسلام في الخارج، فنسأل الله أن يهديهم، وإذا لم يتوبوا فعليهم مصيرهم السيئ". وبعد أسبوع من ذلك، نشرت جريدة النور الإسلامية بيانًا حادًا يحرض بشكل صريح ضد فودة، واتهمته بتهم كاذبة وأباحت دمه. وفيما بعد، تعرض فرج فودة لاغتيال بدم بارد.
حيث اعتبر الغزالي الكاتب المصري فرج فودة «كافرًا ومرتدًا»
ففي شهادة الشيخ محمد الغزالي في أثناء محاكمة القاتل أفتى بجواز «أن يقوم أفراد الأمة بإقامة الحدود عند تعطيلها، وإن كان هذا افتياتا على حق السلطة، ولكن ليس عليه عقوبة، وهذا يعني أنه لا يجوز قتل من قتل فرج فودة» حسب تعبيره.

### موقفه معصلاح جاهين
يذكر الشيخ هيكل أن الشيخ الغزالي كان شجاعَا ولا يخشى في الحق لومة لائم. واستشهد الشيخ هيكل بموقف للشيخ الغزالي مع رسام الكاريكاتير صلاح جاهين. يذكر أن الشيخ الغزالي تناول في أحد خطبه حديثًا من أحاديث النبي الصحيحة وهو «يعقد الشيطان على قافية رأس أحدكم ثلاث عقد...» الخ الحديث. وقام صلاح جاهين بالسخرية من هذا الحديث ومن الشيخ ورسم كاريكاتير يتهكم فيه. غضب الشيخ الغزالي وأوصى جميع أئمة المساجد بتناول هذا الأمر في خطبة الجمعة التالية بعد أن رفضت الصحف نشر رد الشيخ الغزالي على تهكم جاهين. 

## قالوا عنه
- في عام 1945 كتب حسن البنا إلى محمد الغزالي يقول له:| محمد الغزالي | أخي العزيز الشيخ محمد الغزالي: السلام عليكم ورحمة الله وبركاته... وبعد، قرأت مقالك (الإخوان المسلمون والأحزاب) في العدد الأخير من مجلة (الإخوان) فطربت لعبارته الجزلة ومعانيه الدقيقة وأدبه العف الرصين. هكذا يجب أن تكتبوا أيها الإخوان المسلمون.. اكتب دائمًا وروح القدس يؤيدك، والله معك، والسلام عليكم ورحمة الله وبركاته. | محمد الغزالي |
  - ومن يومها أطلق الإمام حسن البنا على الشيخ الغزالي لقب ” أديب الدعوة ”. كُتبت عن الشيخ الغزالي عدة أعمال وأطروحات جامعية، من بينها أطروحة (الشيخ محمد الغزالي مفكرًا وداعية) للباحث الجزائري إبراهيم نويري، التي نوقشت بجامعة الأمير عبد القادر، سنة 1999 م. كما أُلفت عنه مؤلفات كثيرة أشهرها كتاب (مع الشيخ الغزالي ـ رحلة نصف قرن) للدكتور يوسف القرضاوي؛ وكتاب (الشيخ الغزالي.. الموقع الفكري والمعارك الفكرية) للدكتور محمد عمارة.

## كتب ألفت في الرد عليه
- سمط اللآلي في الرد على الشيخ محمد الغزالي / المؤلف: أبو إسحاق الحويني
- جناية الشيخ محمد الغزالي على الحديث وأهله / لأشرف عبد المقصود
- المعيار لعلم الغزالي في كتابه السنة النبوية / صالح آل الشيخ
- مناقشة هادئة للغزالي / سلمان العودة
- إعانة المتعالي لرد كيد الغزالي / عبد الكريم الحميد
- كشف موقف الغزالي من السنة وأهلها ونقد بعض آرائه / ربيع المدخلي

## من مؤلفاته
| - السنة النبوية بين أهل الفقه وأهل الحديث. - عقيدة المسلم - فقه السيرة - كيف تفهم الإسلام. - هموم داعية. - سر تأخر العرب والمسلمين. - دستور الوحدة الثقافية بين المسلمين - خلق المسلم. - معركة المصحف. - مشكلات في طريق الحياة الإسلامية. | - الإسلام المفترى عليه - الإسلام والمناهج الإشتراكية - الإسلام والأوضاع الإقتصادية - الإسلام والإستبداد السياسي - الإسلام والطاقات المعطلة - الاستعمار أحقاد وأطماع - في موكب الدعوة. - التعصب والتسامح بين المسيحية والإسلام. - حقيقة القومية العربية. - مع الله. | - الحق المر. - قذائف الحق. - كفاح دين. - من هنا نعلم. - نظرات في القرآن. - صيحة التحذير من دعاة التنصير. - جدد حياتك. - الدعوة الإسلامية. - الطريق من هنا. - الفساد السياسي - جدد حياتك | - المحاور الخمسة للقرآن الكريم. - المرأة في الإسلام. - تأملات في الدين والحياة. - تراثنا الفكري في ميزان الشرع والعقل - حصاد الغرور. - فن الذكر والدعاء عند خاتم الأنبياء. - كيف نتعامل مع القرآن - ظلام من الغرب - الأسرة المسلمة وتحديات العصر. - قضايا المرأة - الرضاعة الثقافية للطفل المسلم. - الجانب العاطفي من الاسلام . |

والكثير من الأعمال الهامة حيث بلغت مؤلفاته أكثر من خمسين عملًا، وكان لها تأثير قوي على الأمة الإسلامية كلها.

## وفاته
توفي محمد الغزالي يوم السبت 20 شوال 1416 هـ الموافق 9 مارس 1996م في الرياض في السعودية أثناء مشاركته في مؤتمر حول الإسلام وتحديات العصر الذي نظمه الحرس الوطني في فعالياته الثقافية السنوية المعروفة بـ (المهرجان الوطني للتراث والثقافة ـ الجنادرية) ودُفن بمقبرة البقيع بالمدينة المنورة، وكانت أمنيَّته أن يُدفنَ هناك.